# Florian Willeitner
Florian Willeitner (* 1991 in Passau) ist ein deutscher Violinist, Komponist und Arrangeur, der sowohl im Jazz- als auch im Klassikbereich tätig ist.

## Leben und Wirken
Willeitner begann mit fünf Jahren mit dem Geigenspiel, ein Jahr später auch mit Klavierunterricht. Bereits als Kind begann er zu improvisieren, mit zwölf Jahren erste Pop- und Jazzsongs zu komponieren. Seit seinem 19. Lebensjahr bereiste er die Welt, um den Einsatz der Geige in verschiedenen Musikkulturen, etwa in Frankreich und Spanien, Irland, Griechenland, den USA und Kuba, zu studieren. 2017 schloss er sein Studium am Mozarteum Salzburg bei Benjamin Schmid mit dem Master ab.
Willeitner geht sowohl in der Klassik als auch im Jazz einer regen Konzerttätigkeit nach. 2013 gründete er das New Piano Trio mit der Pianistin Maria Radutu und dem Cellisten Ivan Turkalj, das 2016 das erste und 2020 das zweite Album veröffentlichte. Bei Gramola erschien 2016 das Album Strings & Bass (mit den Streichern Johannes Dickbauer, Matthias Bartolomey und Georg Breinschmid). Mit dem Geiger Igmar Jenner und dem Kontrabassisten Georg Breinschmid gründete er 2018 das Trio First Strings on Mars, das 2021 ein gleichnamiges Album bei Act vorlegte. Seit Ende 2021 ist er Primarius des Vision String Quartet.
Willeitner komponierte Werke für das Orchester das Tonkünstler-Orchester Niederösterreich, La Brass Banda oder andere Formationen. Seine Werke wurden von angesehenen Spielstätten und Festivals aufgeführt, etwa dem Musikverein Wien, Großes Festspielhaus Salzburg, Heidelberger Frühling, Podium Festival Esslingen oder dem Mattseer Diabelli Sommer. Für den Gipfel der EU-Staats- und Regierungschefs im September 2018 komponierte er Mozart in the Shape of Europe. Im selben Jahr gründete er das Künstlerkollektiv Pool of Invention, mit dem er 2019 seine Zusammenarbeit mit der Salzburger Mozartwoche startete. Überdies komponierte er das zeitgenössische Pflichtstück für Violine solo, das beim Internationalen Mozart-Wettbewerb 2020 gespielt wurde.

## Preise und Auszeichnungen
2016 gewann Willeitner den zweiten Preis bei der International Zbigniew Seifert Competition. 